# Rosario Robles
Pour les articles homonymes, voir Robles.
María del Rosario Robles Berlanga, née le 17 février 1956 à Mexico, est une femme politique mexicaine, membre du Parti de la révolution démocratique. 
Elle est cheffe du gouvernement du District fédéral (« maire de Mexico ») de 1999 à 2000 à la suite de la démission de Cuauhtémoc Cárdenas Solórzano et préside son parti de 2002 à 2003,. Sous le gouvernement Enrique Peña Nieto, secrétaire au Développement social puis secrétaire au Développement Agraire, Territorial et Urbain de 2012 à 2018.

## Biographie

### Fonctions politiques
Sous le gouvernement Enrique Peña Nieto, elle est secrétaire (équivalent de ministre) au Développement social puis au Développement agraire, territorial et urbain de 2012 à 2018.

### Affaires judiciaires
Sous le gouvernement Andrés Manuel López Obrador, qui avait promis lors de sa campagne électorale de lutter contre la corruption, elle est incarcérée préventivement le 13 août 2019,,,,. Son incarcération a été ordonnée par le Parquet Général de la République [mexicaine]. Elle est arrêtée car elle est soupçonnée d'avoir volontairement laisser détourner 5 milliards et 73 millions de pesos mexicains durant ses mandats de secrétaires (équivalent mexicain du statut de ministre). Le président Andrés Manuel López Obrador se félicite de son arrestation, considérant qu'elle "est une preuve qu'il n'y a plus d'impunité, et de l'existence d'un véritable État de Droit." Elle est enfermée dans le Centre de Réinsertion pour Femmes de Santa Martha Acatitla avec un régime de surveillance renforcée 24h/24,. Peu après son incarcération, elle est accusée d'avoir laissé détourner 800 millions de pesos supplémentaires. Des poursuites supplémentaires sont prévues pour elle à cause de cette somme supplémentaire.
Les comptes de 7 personnes mêlées à l'affaire sont gelés, ce qui bloque 12 millions de pesos. Les premières investigations identifient 27 ex-fonctionnaires ayant travaillé sous les ordres de Robles qui seraient impliquées dans les détournements. Un mandat d'arrêt est produit le 14 août contre l'un d'entre-eux, Ramón Sosamontes Herreramoro, l'un des plus proches collaborateurs de Robles. Elles établissent aussi que le principal responsable des détournements de fonds serait Emilio Zebadúa González, le plus haut fonctionnaire dans les secrétariats que Robles a occupé, au moment où elle était secrétaire.
Dès le début de son incarcération, les avocats de Robles diront que le président sous lequel elle était ministre, Enrique Peña Nieto, était au courant des détournements de fonds.
Le 5 septembre 2019, l'Unité d'Intelligence Financière signale deux délits de plus liés à Rosario Robles d'exercice indu de fonction publique. Concrètement, Robles est accusé d'avoir utilisé des entreprises fantômes pour se cacher et passer des contrats avec plusieurs universités de Mexico, et ainsi empoché des commissions sur ces contrats. Le 12 septembre 2019, le Parquet Général de la République que quatre autres délits supplémentaires vont être liés à Robles, sans préciser lesquels.
Selon la défense de Rosario Robles, son incarcération ne serait pas justifiée, car le juge se serait appuyée sur des faux documents pour prendre sa décision.